# 棋聖戦 (中国)
棋聖戦（きせいせん、棋圣赛）は、中国の囲碁の棋戦。1998年に創設、2001年第3期まで行われた。日本の棋聖戦と同様に、各段戦、全段争覇戦、最高棋士決定戦から構成され、中国最大規模、最高賞金額の棋戦として開催。第1期は渓口杯棋聖戦、第3期は联洋新社区杯棋聖戦。2002年に第4期衝和鉄皮楓頭杯棋聖戦として再開を試みるが中断、2004年に再度蕪湖邦妮杯棋聖戦として再開するが中断となる。
- 主催 中国囲棋協会、上海南江企業発展公司（上海南江企业发展有限公司）
- 優勝賞金 30万元

## 方式
第1、3期は決勝七番勝負。第2期は最高棋士決定戦決勝三番勝負勝者が、前期棋聖と挑戦手合七番勝負を行う。

## 優勝者と決勝戦
（左が勝者）
1. 1999年 常昊 4-3 馬暁春
2. 2000年 周鶴洋 4-0 常昊
3. 2001年 兪斌 4-2 張文東

### 各段戦・全段争覇戦成績
| 回次 | 年度 | 全段争覇戦 | 九段戦 | 八段戦 | 七段戦 | 六段戦 | 五段戦 | 四段戦 | 三段戦 | 二段戦 | 初段戦 |
| ---- | ---- | ---------- | ------ | ------ | ------ | ------ | ------ | ------ | ------ | ------ | ------ |
| 1    | 1999 | 羅洗河     | 劉小光 | 楊士海 | 方捷   | 羅洗河 | 陳瑞   | 胡耀宇 | 汪洋   | 王垚   | 史金錦 |
| 2    | 2000 | 董彦       | 曹大元 | 王磊   | 丁偉   | 董彦   | 孔傑   | 黃奕中 | 林鋒   | 陳佳   | 王雷   |
| 3    | 2001 | 邱峻       | 張文東 | 王群   | 王煜輝 | 邱峻   | 黄奕中 | 林鋒   | 張東岳 | 史金錦 | 王雷   |